# Citrus aurantiifolia
Limettier, Lime acide
Pour les articles homonymes, voir limettier.
Espèce
Classification APG III (2009)
Citrus aurantiifolia est un petit arbre de la famille des Rutacées.
Il est appelé limettier, limettier mexicain, lime acide, limettier des Antilles, Key Lime ou encore citronnier galet, son fruit a pour nom usuel : petit citron vert, citron Gallet, ou lime.

## Dénomination
Citrus aurantiifolia est parfois orthographié Citrus aurantifolia. D'après le Code de nomenclature, un i doit être automatiquement ajouté après la racine auranti-, qui dérive du latin médiéval aurantium.
Il est probable que l'arabe limu, laymu, était un terme générique ; il existe donc une confusion possible entre sa traduction par lime acide ou par citron.

## Histoire
À partir de marqueurs cytoplasmiques et nucléaires, une recherche franco-espagnole publiée en 2015 donne C. medica (le cédrat) comme géniteur mâle direct de C. aurantiifolia en combinaison avec C. micrantha (petite lime sauvage des Philippines).
Le limettier acide est originaire d'Asie du Sud-Est, sa proximité génétique avec le combava (C. hystrix), le macroptère (C. macroptera) et C.micrantha laisse penser au sud tropical de la région (Malaisie, Philippines...).
Sa diffusion en Méditerranée semble lente, introduit à l'est via le Moyen-Orient avant le XIIe siècle, il est mentionné cultivé en Al-Andalus au XIVe siècle. On ne saurait dire si la fameuse recette arabe médiévale du laymuniyya (poulet au citron ) se faisait de citrons ou de limes acides confites. Susanna Lyle est affirmative sur sa culture et sa notoriété en Italie au XIIIe siècle. Il faut se souvenir que la lime acide ne supporte ni les jours très courts ni le froid. Par exemple, la lime mexicaine défolie en hiver en Sicile.
Les Espagnols et les Portugais introduisirent la lime acide en Amérique au XVIe siècle, aux Antilles puis au Mexique et au Brésil. Son nom de « Key lime » provient de l'archipel des Keys, à l’extrême sud de la Floride.

## Description

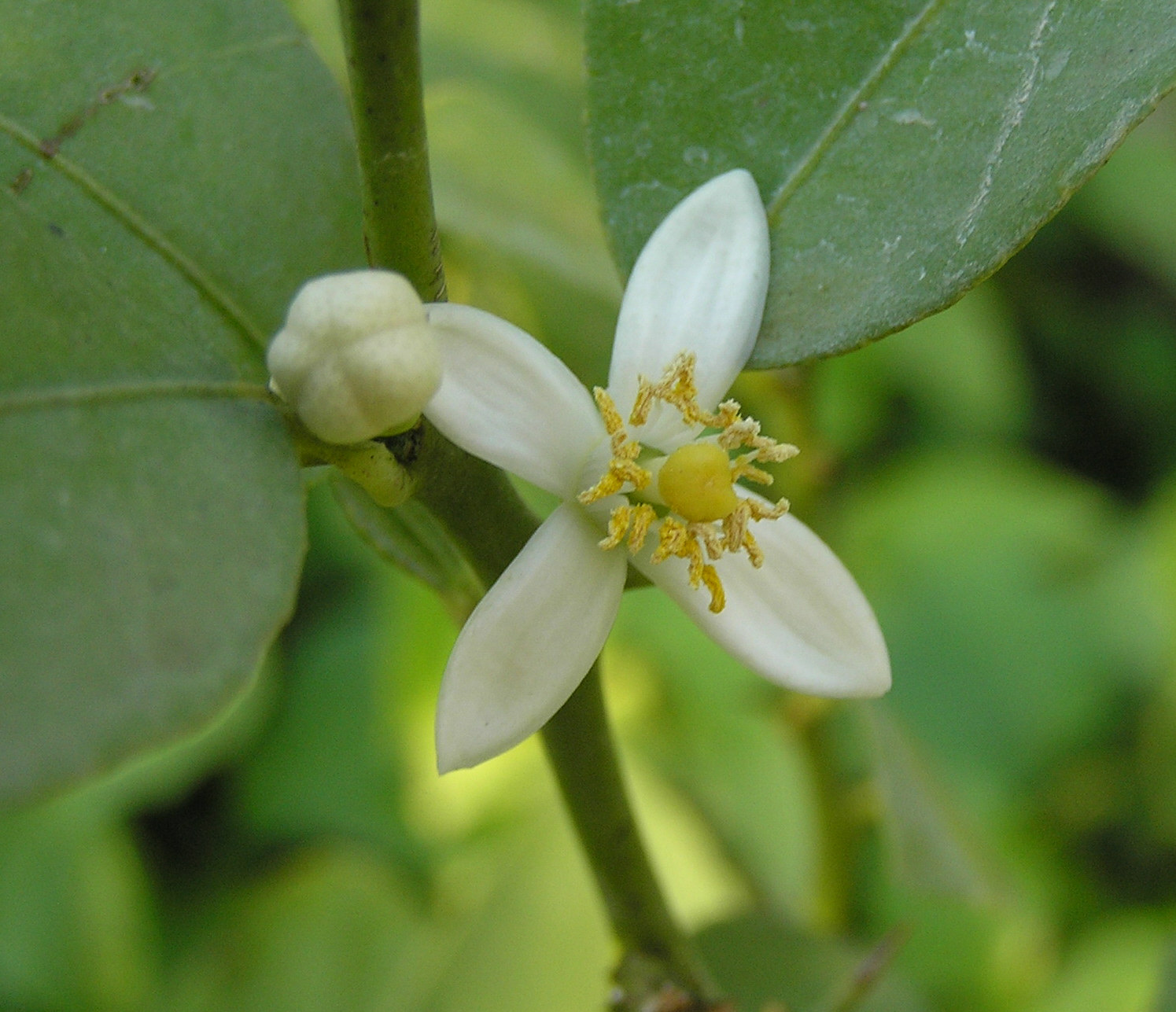
Fleurs, exposition horticole Royal Flora Ratchaphruek, Thaïlande

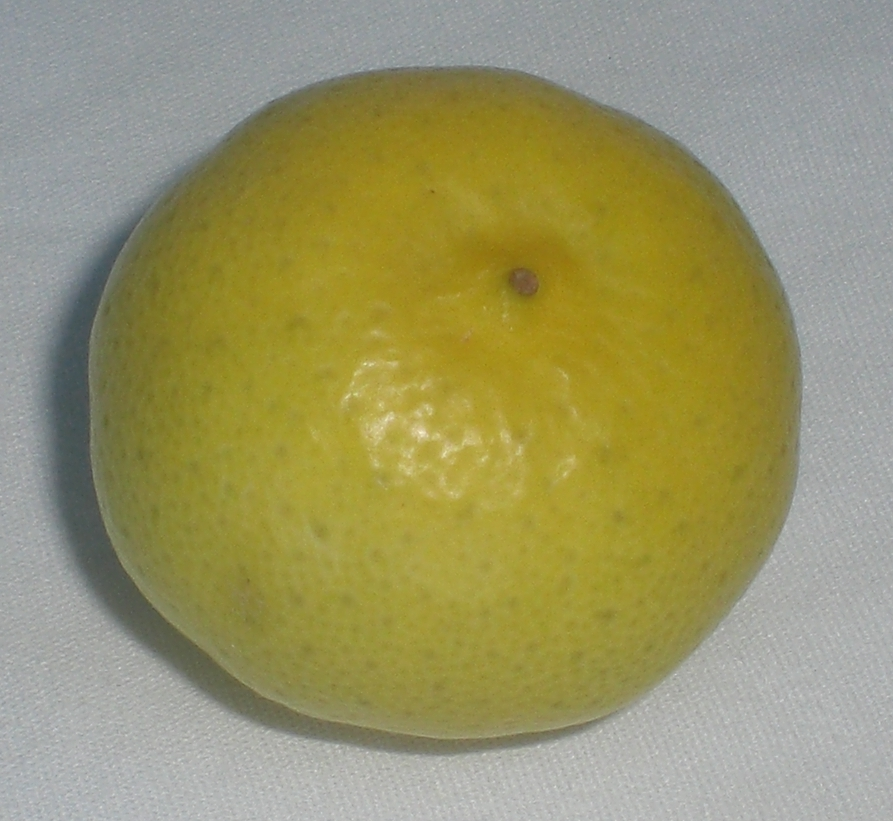
Citron galet à maturité.

C'est un joli arbuste florifère de 3 à 5 m de haut.
En climat tropical et subtropical il est couvert toute l'année de petites fleurs blanches et rouges. 
La production de fruits (les limes ou citrons verts), sphériques, de 2,5 à 5 cm de diamètre, est continue. En climat méditerranéen chaud, la floraison se produit au printemps et à l'automne. La récolte du fruit se fait 160 jours après l’anthèse, à maturité le fruit passe de vert foncé à vert, juteux. Son acidité est la plus élevée 150 jours après l’anthèse et diminue légèrement par la suite (7,7 % d'acide citrique),.

## Culture et production
Les limes acides sont produites dans la ceinture tropicale : en Amérique, les Antilles, le Brésil et le Mexique (1.5 million t. en 2011) sont les principaux producteurs ; en Asie : Inde, Malaisie etc.

## Variétés
- Lime du Mexique (Mexican or Key L.),
- Giant key lime tétraploïde spontané sélectionné en 1973 par H. C. Barrett à Orlando en Floride. Le fruit est au moins deux fois plus gros que le type,
- Lime galet ou citron galet, réputé le seul agrume de l'Océan indien, aromate typique de La Réunion et de Madagascar.

- Limón de Pica est une petite lime acide produite dans l'oasis de Pica, dans la région de Tarapacá (Chili) qui bénéficie d'un label Indication Géographique et est utilisée dans le pisco sour.
- Chakradhar lime, accession indienne ou citron vert Kagzi du district de Latur du Maharashtra[14].

## Utilisation

### Cuisine et boisson
Le jus et le zeste de la lime acide, grands amis du rhum et du sucre, sont principalement utilisée dans les boissons : avec alcool ti-punch, caïpirinha, daïquiri, mojito, mai tai, zombie... ou sans : sirop.
Quelques gouttes de jus de lime acide sur les fruits tropicaux font merveille. La key lime pie (tarte au citron vert) qui peut se faire avec du jus en conserve assure la notoriété des limes acides dans les pays où il est difficile de se procurer le fruit.
Ce jus est utilisé pour attendrir le poisson cru (ceviche). Au Moyen-Orient, les limes mûrs bouillies à l'eau salée sont séchées, cette lime séchée est utilisée comme condiment.
À Java, la feuille du limettier acide est utilisé à la manière de celle du combava, finement tranchée dans les sauces, aux Philippines le zeste cuit dans le jus de coco entre dans les pâtisseries

### Huile essentielle
L'huile essentielle (30% de d-limonène  et 30%  de d-dihydrocarvone) inhibe, in vitro, les cellules du cancer du côlon et du pancréas. Ses propriétés antimicrobiennes sont démontrées.
Elle a été traditionnellement utilisée pour soulager le rhume, la grippe, l'asthme, l'arthrite et la bronchite.